# 加羅沃爾
加羅沃爾（英語：Garowol）是西非國家甘比亞東部靠近塞內加爾邊境的小鎮，位於上河區的康托拉縣。根據2012年所做的人口調查數據顯示，居住於加羅沃爾的總人口數量為8,124人。